# Расколдовывание мира
Расколдовывание мира (нем. Entzauberung der Welt) — процесс секуляризации и демифологизации общественной жизни, ознаменовавший поворот в истории европейской мысли к рационализму и позитивизму в эпоху модерна (современности). Данный феномен впервые был отмечен поэтом Фридрихом Шиллером и получил более широкую известность благодаря трудам немецкого учёного Макса Вебера, оформившись в отдельную концепцию.

## Содержание

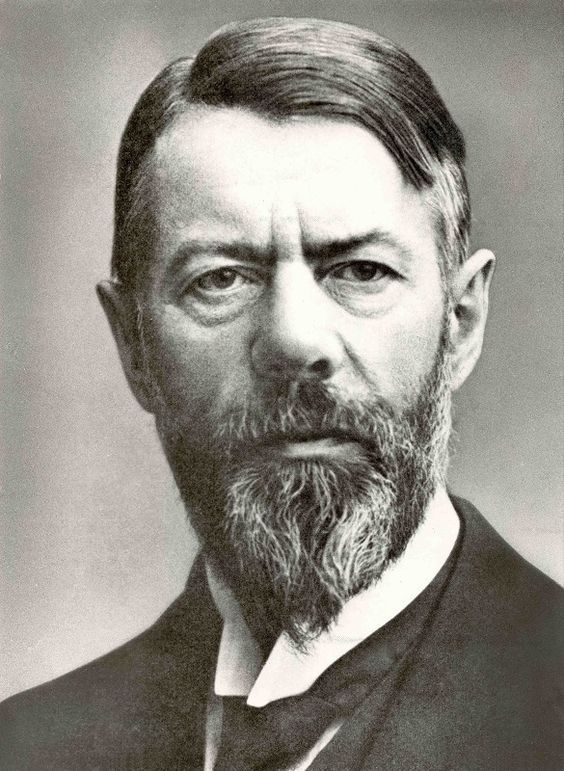
Макс Вебер

Согласно Максу Веберу, «расколдовывание мира» представляет собой длительный, начатый ещё со времён античности процесс отказа от объяснения природных феноменов через мистические, магические и другие потусторонние силы. При этом, кульминацией этого «расколдовывания» представляется развитие эпохи протестантизма, когда религия смещает внимание с неземного на мирские задачи и проблемы.

Научный прогресс является частью, и притом важнейшей частью, того процесса интеллектуализации, который происходит с нами на протяжении тысячелетий.
…возрастающая интеллектуализация и рационализация не означают роста знаний о жизненных условиях, в каких приходится существовать. Она означает нечто иное: люди знают или верят в то, что стоит только захотеть, и в любое время всё это можно узнать; что, следовательно, принципиально нет никаких таинственных, не поддающихся учёту сил, которые здесь действуют, что, напротив, всеми вещами в принципе можно овладеть путём расчёта. Последнее в свою очередь означает, что мир расколдован. Больше не нужно прибегать к магическим средствам, чтобы склонить на свою сторону или подчинить себе духов, как это делал дикарь, для которого существовали подобные таинственные силы. Теперь всё делается с помощью технических средств и расчёта. Вот это и есть интеллектуализация.— Макс Вебер, «Наука как призвание и профессия»
В своих работах немецкий социолог показывал сущность модернизированного и секуляризированного западного общества, где научное знание становится выше веры и все происходящие в жизни процессы ориентированы на достижение рациональных целей в противовес традиционному обществу, где, по словам Вебера, «мир остаётся большим заколдованным садом».

## Оценка
Макс Вебер положительно оценивал «расколдовывание мира», усматривая в нём необходимую предпосылку для долговременного социокультурного развития. Такая установка стала во многом способствовать развитию науки, основанной на измерении, точном эксперименте и строгом математическом анализе, которая, по убеждению сторонников, стала вести к искоренению иррационального. Однако немецкий социолог особо подчеркивал, что мир ещё оставался не до конца «расколдованным», так как среди людей оставались те, кто отказывался принимать десакрализацию, что, в целом, оценивалось как временное явление.
Вместе с тем, признавая, что будучи «расколдованным», мир лишился своего смысла, М. Вебер призывал стремиться к прогрессу, который будет нести осмысленный характер:

Есть ли у «прогресса» как такового постижимый смысл, выходящий за пределы технической сферы, так чтобы служение прогрессу могло стать призванием, действительно имеющим некоторый смысл? Такой вопрос следует поставить. Однако он уже будет не только вопросом о том, что означает наука как профессия и призвание для человека, посвятившего ей себя. Это и другой вопрос: каково призвание науки в жизни всего человечества? Какова её ценность?— Макс Вебер, «Наука как призвание и профессия»
По мнению представителей Франкфуртской школы, в частности М. Хоркхаймера и Т. Адорно, западноевропейская рациональность, вытекающая из «расколдовывания мира» является крайне внутренне диалектичной. Франкфуртцы убеждены, что «мифы, становящиеся жертвой Просвещения, сами являются его же непосредственными продуктами». В поддержку этой мысли выступает и Ролан Барт, автор известного труда «Мифологии», который, являясь сторонником постструктурализма, выступает с острой критикой рационалистического сциентизма.
В то же время, приверженцы Франкфуртской школы не отрицают полностью значение рациональности. Если Вебер не видел альтернатив рациональности западной культуры, то франкфуртцы ставят перед собой задачу поиска новых типов рациональности, подчеркивая необходимость культивирования в обществе терпимости по отношению к различным типам рациональности.
Согласно американскому антропологу и социологу Клиффорду Гирцу, люди при определении «здравости» и «рациональности» на самом деле руководствуются не порождениями объективных требований логики, а культурой, которая присуща конкретному времени в конкретном месте. Так, он отмечает, что такой социальный феномен, как «наука», оказал существенное влияние на развитие западной культуры. Обращает на себя внимание и цитирование им самого Вебера для доказательства неспособности концепции «расколдовывание мира» претендовать на объективность и универсальность:

Человек — это животное, висящее на сотканной им самим паутине смыслов, я принимаю культуру за эту паутину, а её анализ — за дело науки <…>, занятой поисками значений. — Цитирование высказывания М. Вебера согласно работе «Интерпретация культур» (автор К. Гирц)
Таким образом, «вскрытие» противоречивости тех или иных концепций в суждениях самого автора оказывается наиболее эффективным опровержением по сравнению с приведением тех или иных контраргументов, как отмечает профессор Эллен Гурбер Гарви.
Соглашался с точкой зрения Гирца и английский социолог Энтони Гидденс, указывая на игнорирование культурного фактора социологической наукой в эпоху «расколдовывания», в частности и М. Вебером, называя это одним из «пережитков прошлого» в социологии.
Сциентизм и логический позитивизм также подвергаются критике со стороны постмодернизма и конструктивизма; представителями этих течений указывается, что интерпретация происходящего и наше мировоззрение обусловливаются и конструируются социальными факторами (язык, история, раса, род, социальная прослойка, доминирующая в культуре идеология). Отсюда, согласно австрало-американскому учёному Р. Уолшу, мировоззрение является не только описанием «действительного положения вещей», но и конструированием или проецированием. Следовательно, «лишенное иллюзий мировоззрение, которое столь часто считалось логически вытекающим из науки, может рассматриваться как до некоторой степени культурно обусловленный выбор. По существу, это лишь один из нескольких возможных вариантов мировоззрения, совместимый с наукой, но не доказываемый и не предписываемый ею».
То, что «расколдовывание» способствует достижению точного знания, оспаривалось также Эдвардом Саидом в его известной работе «Ориентализм», где американский историк и культуролог арабского происхождения показывает ошибочность представлений Запада о Востоке, обвиняя западную науку в духовной поддержке и оправдании политики колониализма.

## Отражение в искусстве и философии

### Первое упоминание феномена
Впервые тема «расколдовывания мира» затрагивается в стихотворении «Боги Греции» Ф. Шиллера, в котором автор, преисполненный декадентским мироощущением, обречённо констатирует, что «Мир богов на гибель обречен»:
Светлый мир, о где ты? Как чудесен

Был природы радостный расцвет.

Ах, в стране одной волшебных песен

Не утрачен сказочный твой след.

Загрустя, повымерли долины,

Взор нигде не встретит божества.

Ах! от той живительной картины

Только тень видна едва.— Отрывок из стихотворения «Боги Греции» (автор Фридрих Шиллер)

### Идеальное «расколдованное» искусство
М. Вебер считал, что «расколдовывание мира» будет, несомненно, приближать искусство к истине; именно научное знание позволит творцам постигать истинную природу вещей, как это делал Леонардо да Винчи:

Что же означала наука для этих людей, живших на пороге нового времени? Для художников-экспериментаторов типа Леонардо да Винчи и новаторов в области музыки она означала путь к истинному искусству, то есть прежде всего путь к истинной природе. Искусство тем самым возводилось в ранг особой науки, а художник в социальном отношении и по смыслу своей жизни — в ранг доктора. Именно такого рода честолюбие лежит в основе, например, «Книги о живописи» Леонардо да Винчи.— Макс Вебер, «Наука как призвание и профессия»

### Влияние на искусство эпохи модерна
Процесс «рационализации» образа жизни людей в эпоху модерна оказал заметное, но неоднозначное влияние на искусство. Характерное для эпохи появление эстетики свидетельствовало о цивилизованных и антропологических сдвигах в истории стран Запада. По своей сути эстетика эпохи Просвещения представляла собой амбивалентную эстетику: с одной стороны, в идеях философов-просветителей проглядывалась отчётливая печать культа разума, выразившаяся в культе естественных наук, с другой — гуманитарная наука, даже будучи зависимой от естественнонаучных подходов, стремилась порождать сопротивление тенденции «расколдовывания».

В этом смысле показателен не только Руссо, вызывающий к жизни сентиментализм — прямое выражение духа чувственной стихии, но и Кант, пришедший в позднем трактате к более глубокому постижению искусства как игры, что затем подхватил и осмыслил, констатируя повсеместно распространяющийся дезантропоморфизм, Ф. Шиллер, предвосхитивший, как полагает Ю. Хабермас, гегелевско-марксистскую традицию, которой в XX веке придерживались Лукач и Маркузе.
— Н. А. Хренов, «От эстетики эпохи модерна к философии искусства в её актуальной форме»

## Новая «околдованность» или «постсекулярная эпоха»
Тезис о «расколдовывании мира» породил множество дискуссий в социальных науках. Согласно одной из точек зрения, в XXI веке человечество вступает в новое состояние глобальной «околдованности», в связи с возникновением доступных каждому человеку различных средств массовой информации. Ещё в середине XX века М. Маклюэн писал, что «коммуникационному воздействию артефактов» неизбежно подвергается каждый современный человек. Канадский учёный особо подчеркивал, что «продукты современной науки сами по себе ни хороши, ни плохи; их ценность определяется тем, как они используются». В этой связи, в своей книге «Понимание Медиа» М. Маклюэн выражал убеждённость в том, что «будущее современного общества и стабильность его внутренней жизни зависят в значительной степени от сохранения равновесия между мощью технических средств коммуникации и способностью человека к индивидуальной реакции»:

Примета нашего времени — отвращение к насаждаемым образцам. Мы вдруг обнаруживаем в себе страстное желание, чтобы вещи и люди проявляли себя во всей полноте. В этой новой установке можно найти глубокую веру — веру в высшую гармонию всего бытия. Именно в этой вере написана эта книга. — М. Маклюэн, «Понимание Медиа: Внешние расширения человека».
О негативном, «околдовывающем» влиянии масс-медия на умы людей пишут многие современные авторы. В частности, в книгах Наоми Кляйн (No Logo. Люди против брендов), Джона Сибрука (Nobrow. Культура маркетинга. Маркетинг культуры) и Джозефа Хиза и Эндрю Поттера (Бунт на продажу: как контркультура создает новую культуру потребления) красной нитью проходит мысль о пагубном воздействии пиар-маркетинга, большого числа СМИ на культуру и людей, которые, утопая в потоке навязываемых представлений, сами того не замечая, теряют свою истинную идентичность.
По мнению других современных специалистов, происходящие в современном мире процессы свидетельствуют о наступлении «постсекулярной эпохи». В подтверждение приводится тот факт, что, согласно статистике, больше половины людей на планете идентифицируют себя верующими в рамках всё тех же мировых религий. Специальные исследования показывают, что количество принципиальных атеистов не превосходит 13—15 %.